# Itthipon Kamsuprom
Itthipon Kamsuprom (thailändisch อิทธิพล คำสุพรหม; * 15. Oktober 1998), auch als Tar bekannt, ist ein thailändischer Fußballspieler.

## Karriere
Itthipon Kamsuprom stand bis Sommer 2022 beim Drittligisten North Bangkok University FC unter Vertrag. Wo er vorher gespielt hat, ist unbekannt. Mit dem Verein aus der Hauptstadt Bangkok spielte er in der Bangkok Metropolitan Region der Liga. Am Ende der Saison 2021/22 wurde er mit dem Verein Meister der Region. In den Aufstiegsspielen zur zweiten Liga konnte man sich jedoch nicht durchsetzen. Im August 2022 wechselte er zu dem in der North/Eastern Region spielenden Drittligisten Sisaket United FC. Mit dem Klub aus Sisaket wurde er Vizemeister. Auch hier konnte er sich mit dem Verein in den Aufstiegsspielen zur zweiten Liga nicht durchsetzen. Im Juli 2023 nahm ihn der Zweitligist Samut Prakan City FC unter Vertrag. Sein Zweitligadebüt für den Verein aus Samut Prakan gab er am 2. September 2023 (4. Spieltag) im Heimspiel gegen den Chiangmai United FC. Bei dem 2:1-Erfolg stand er in der Startelf und spielte die kompletten 90 Minuten. Nach neun Einsätzen in der Liga wechselte er im Januar 2024 zum ebenfalls in der zweiten Liga spielenden Chiangmai FC. Am Ende der Saison 2023/24 belegte er mit dem Klub den vierten Tabellenplatz und qualifizierte sich somit für die Aufstiegsspiele zur ersten Liga. Hier konnte man sich jedoch nicht durchsetzen. Nachdem Chiangmai die Lizenz für die zweite Liga verweigert wurde, wechselte er im Juli 2024 zum Erstligisten Sukhothai FC. Nach einer Spielzeit, in der er für den Verein aus Sukhothai ein Ligaspiel bestritt, wurde sein Vertrag im Sommer 2025 nicht verlängert.

## Erfolge
North Bangkok University FC
- Thai League 3 – Bangkok Metropolitan: 2021/22